# هیلدگارد پپلاو
هیلدگارد پپلاو (انگلیسی: Hildegard Peplau؛ ۱ سپتامبر ۱۹۰۹ – ۱۷ مارس ۱۹۹۹) یک پرستار آلمانی‌تبار اهل ایالات متحده آمریکا بود.
وی نخستین نظریه‌پرداز مهم پرستاری پس از فلورانس نایتینگل است که آثارش به‌چاپ رسید. پپلاو نظریهٔ روابط بین‌فردی را در پرستاری مطرح نمود که انقلابی در آثار علمی این رشته محسوب می‌شود. وی یکی از مشارکت‌کنندگان اولیه در اصلاح قوانین مربوط به سلامت ذهن و روان بود که راه را برای درمان انسانی و متمدنانهٔ بیماران مبتلا به اختلالات شخصیت و رفتار هموار ساخت.
پپلاو لیسانس خود را در رشتهٔ «روان‌شناسی بین‌فردی» در سال ۱۹۴۳ میلادی از کالج بنینگتون در ورمانت دریافت داشت. از جمله استادان او در زمینهٔ روان‌شناسی می‌توان به اریش فروم، فریدا فروم-رایشمان و هری استک سالیوان بود و پپلاو تا پایان عمر تلاش کرد نظریهٔ بین‌فردیِ سالیوان را برای استفاده در علم پرستاری گسترش دهد. او طی جنگ جهانی دوم در واحد پرستاری ارتش ایالات متحده آمریکا خدمت گرد و به انگلستان اعزام شد و در آنجا، با روان‌شناسان نامداری به همکاری پرداخت. وی سپس به «دانشکدهٔ تیچرز» در دانشگاه کلمبیا رفت و دورهٔ فوق‌لیسانس و دکترای خود را در آنجا گذراند. او برای مدتی طولانی مشاور سازمان جهانی بهداشت و استاد پروازی بسیاری از دانشگاه‌های آفریقا، آمریکای لاتین، بلژیک و سرتاسر ایالات متحدهٔ آمریکا بود. وی همچنین مشاور مؤسسه ملی سلامت روان، نیروهای هوایی ارتش آمریکا و جراح کل ایالات متحده آمریکا بود. پپلاو از سال ۱۹۷۰ تا ۱۹۷۲ میلادی، رئیس انجمن پرستاران آمریکا و از سال ۱۹۷۲ تا ۱۹۷۴، معاون آن بود. پپلاو همچنین به مدت بیست سال استاد دانشکدهٔ پرستاری دانشگاه راتگرز بود و پس از بازنشستگی از آنجا، به مدت دو سال از ۱۹۷۵ تا ۱۹۷۶ میلادی، استاد دانشگاه کاتولیک لون بلژیک شد.